# Péronne, Saône-et-Loire
Péronne är en kommun i departementet Saône-et-Loire i regionen Bourgogne-Franche-Comté i östra Frankrike. Kommunen ligger i kantonen Lugny som tillhör arrondissementet Mâcon. År 2022 hade Péronne 666 invånare.

## Befolkningsutveckling
Antalet invånare i kommunen Péronne
| Referens: INSEE |